# Moho (rodzaj ptaków)
Moho – wymarły rodzaj ptaków z rodziny reliktowców (Mohoidae). 

## Występowanie
Rodzaj obejmuje gatunki, które występowały endemicznie na Wyspach Hawajskich.

## Wygląd
Były to ptaki średniej wielkości, od 20 cm (reliktowiec mały) do 32 cm (reliktowiec górski). Wszyscy przedstawiciele tego rodzaju charakteryzowali się błyszczącym czarnym upierzeniem. Ponadto trzy z nich, tj. reliktowiec leśny (Moho apicalis), reliktowiec duży (Moho bishopi) i reliktowiec górski (Moho nobilis) posiadały żółtawe pióra sierściopodobne, wyrastające spod pach.

## Pokarm
Żywiły się nektarem roślin, głównie z rodziny lobeliowatych. Ponadto odżywiały się owadami, innymi małymi bezkręgowcami oraz owocami.

## Biotop
Ptaki z rodzaju Moho zamieszkiwały gęste lasy porastające wyspy.

## Rozmnażanie
Budowały gniazda w wydrążonych jamach i norach na ziemi na obszarach zalesionych.

## Systematyka

### Etymologia
Onomatopeja hawajskiej nazwy ‘ō‘ō dla wymarłych reliktowców.

### Taksonomia
Do niedawna ptaki tego rodzaju ptaków były zaliczane do przedstawicieli rodziny miodojadów (Meliphagidae) ze względu na ich wygląd zewnętrzny oraz podobną pełnioną rolę w środowisku naturalnym. Ponadto szczegóły morfologiczne tych ptaków również odpowiadały rodzinie Meliphagidae. Badania przeprowadzone w 2008 roku, które miały na celu analizę filogenetyczną DNA muzealnych okazów wykazały, że ptaki z rodzaju Moho nie należą do rodziny Meliphagidae, lecz są bliżej spokrewnione z jemiołuszkami i palmowcem. Pokrewieństwo genetyczne wskazuje, że najbardziej podobne są do jedwabniczek. Reliktowce (Moho) nie ewoluowały od podobnie wyglądających australijskich miodojadów, lecz reprezentują doskonały przykład konwergencji.

### Podział systematyczny
Do rodzaju należą następujące gatunki:
- Moho braccatus Cassin, 1855 – reliktowiec mały
- Moho apicalis Gould, 1861 – reliktowiec leśny
- Moho bishopi (Rothschild, 1893) – reliktowiec duży
- Moho nobilis (Merrem, 1786) – reliktowiec górski

## Przyczyny wymarcia
Pióra ptaków z rodzaju Moho były wykorzystywane do konstruowania rytualnych strojów rdzennych Hawajczyków. Ten proceder, jak również utrata siedlisk, wprowadzenie inwazyjnych gatunków zwierząt, takich jak szczur polinezyjski, świnie, komary, drastycznie zmniejszało liczebność ptaków. Przyczyną wymarcia reliktowca małego była najprawdopodobniej ptasia malaria.
Chronologicznie ptaki z rodzaju Moho uznawano za wymarłe kolejno:
- rok 1837 – Oʻahu – reliktowiec leśny
- rok 1904 – Molokaʻi – reliktowiec duży
- rok 1934 – Hawaiʻi – reliktowiec górski
- rok 1987 – Kauaʻi – reliktowiec mały